# Carabus merdeniki
Carabus merdeniki is een keversoort uit de familie van de loopkevers (Carabidae). De wetenschappelijke naam van de soort is voor het eerst geldig gepubliceerd in 1992 door Cavazzuti & Korell.